# Lisy (Banie Mazurskie)
Lisy (deutsch Lissen) ist ein Dorf in der polnischen Woiwodschaft Ermland-Masuren, das zur Landgemeinde Banie Mazurskie im Powiat Gołdapski (Kreis Goldap) gehört.

## Geographische Lage
Lisy liegt im Nordosten der Woiwodschaft Ermland-Masuren, 21 Kilometer östlich der einstigen Kreisstadt Angerburg (polnisch Węgorzewo) und 19 Kilometer südwestlich der jetzigen Kreismetropole Gołdap (Goldap).

## Geschichte
Im Jahre 1566 wurde das damalige Dorf Springborn gegründet. Nach 1871 hieß es Lyssen, wobei sich der Name noch vor 1900 in Lissen wandelt.
Am 6. Mai 1874 wurde Lyssen Amtsdorf und namensgebend für einen Amtsbezirk, der – bei Änderung der Namensschreibweise vor 1900 in „Amtsbezirk Lissen“ – bis 1945 bestand und zum Kreis Angerburg im Regierungsbezirk Gumbinnen der preußischen Provinz Ostpreußen gehörte.
Im Jahr 1910 waren 736 Einwohner in Lissen gemeldet. Ihre Zahl veränderte sich bis 1925 auf 744, belief sich 1933 auf 786 und betrug 1939 noch 749.
In Kriegsfolge kam Lissen 1945 mit dem gesamten südlichen Ostpreußen zu Polen und erhielt die polnische Namensform „Lisy“. Heute ist das Dorf Sitz eines Schulzenamtes (polnisch Sołectwo) – in das neben Lisy auch Liski (Klein Lissen) eingeschlossen ist – und eine Ortschaft im Verbund der Landgemeinde Banie Mazurskie im Powiat Gołdapski, vor 1998 zur Woiwodschaft Suwałki, seither zur Woiwodschaft Ermland-Masuren zugehörig.

### Amtsbezirk Lyssen/Lissen (1874–1945)
Zum Amtsbezirk Lissen (vor 1900 „Amtsbezirk Lyssen“) gehörten ursprünglich fünf Dörfer, am Ende noch lediglich drei:
| Name         | Änderungsname 1938 bis 1945 | Polnischer Name | Bemerkungen                          |
| ------------ | --------------------------- | --------------- | ------------------------------------ |
| Budzisken    | Herbsthausen C              | Budziska        | 1938 nach Herbsthausen eingegliedert |
| Kerschken    |                             | Kierzki         |                                      |
| Lissen       |                             | Lisy            |                                      |
| Mitschkowken | Herbsthausen B              | Mieczkówka      | 1938 nach Herbsthausen eingegliedert |
| Sawadden     | Herbsthausen A              | Zawady          | 1938 nach Herbsthausen eingegliedert |

Am 1. Januar 1945 bestand der Amtsbezirk noch aus den Gemeinden Herbsthausen, Lerschken und Lissen.

## Religionen
Lissens evangelischer Bevölkerungsanteil war vor 1945 in das Kirchspiel der Kirche in Benkheim (polnisch Banie Mazurskie) im Kirchenkreis Angerburg in der Kirchenprovinz Ostpreußen der Kirche der Altpreußischen Union eingepfarrt, der katholische Teil gehörte zur Pfarrei Angerburg im Bistum Ermland. 
Heute sind die katholischen Kirchenglieder Lisys zur Pfarrkirche in Banie Mazurskie im Dekanat Gołdap im Bistum Ełk der Römisch-katholischen Kirche in Polen hin orientiert, während die evangelischen Kirchenglieder zur Filialkirche Gołdap der Pfarrei Suwałki in der Diözese Masuren der Evangelisch-Augsburgischen Kirche in Polen gehören.

## Verkehr
Während Lisy nicht an das Eisenbahnnetz angeschlossen ist, liegt das Dorf aber an zwei Nebenstraßen. Die eine führt von Banie Mazurskie (Benkheim) an der Woiwodschaftsstraße 650 (frühere deutsche Reichsstraße 136) über Budziska (Budzisken, 1938 bis 1945 Herbsthausen C) in den Borkener Forst (auch: Borker Heide, polnisch Puszcza Borecka), die andere führt von Jakunówko (Jakunowken, 1938 bis 1945 Jakunen) über Grodzisko (Grodzisko, 1925 bis 1938 Schloßberg, 1938 bis 1945 Heidenberg) direkt nach Lisy.

## Persönlichkeiten (Auswahl)
- Georg Jauer (1896–1971), deutscher Offizier